# The Lost Treasures of Big Audio Dynamite I & II
The Lost Treasures of Big Audio Dynamite I & II è una raccolta di remix dei Big Audio Dynamite e dei Big Audio Dynamite II, pubblicata il 7 dicembre 1993.

## Tracce

### Disco 1
1. The Bottom Line  (Def Jam Remix) - 7:26 (Jones)
2. E=MC²  (Extended Remix) - 5:35 (Jones, Letts, Donovan)
3. This Is B.A.D. - 5:53 (Jones)
4. Medicine Show  (12" Remix) - 8:55 (Jones, Letts, Williams)
5. Badrock City  (Remix) - 7:03 (Jones, Letts)
6. Hollywood Boulevard  (Remix) - 5:47 (Jones, Letts)
7. Lovesensi Overture  (Remix) - 5:02 (Big Audio Dynamite)

### Disco 2
1. Contact (Club Remix) - 6:43 (Jones, Donovan)
2. If I Were John Carpenter (Remix) - 7:26 (Jones, Donovan)
3. Free (WTG 12" Mix) -  7:16 (Jones)
4. In Full Effect (Remix) - 7:18 (Jones, Roberts)
5. Rush (UK White Label Remix) - 8:48 (Jones)
6. The Globe (Studio 54 Mix) - 6:48 (Jones, Stonadge)
7. Innocent Child (Ambient Mix) - 5:47 (Jones)
8. Looking for a Song - 3:42 (Jones, Portaluri, Sion, Zefret)